# Krzysztof Szczepański
Krzysztof Szczepański (ur. 13 lutego 1960) – polski kajakarz, medalista mistrzostw świata, medalista Letniej Uniwersjady w 1987, mistrz Polski.

## Kariera sportowa
Karierę sportową rozpoczął w Starcie Wieruszów, następnie reprezentował barwy Zawiszy Bydgoszcz.
Jego największym sukcesem w karierze był brązowy medal mistrzostw świata w 1983 w konkurencji K-4 10000 m (jego partnerami byli Andrzej Klimaszewski, Ryszard Oborski i Ireneusz Ciurzyński) oraz srebrny medal Letniej Uniwersjady w 1987 w konkurencji K-4 1000 m (jego partnerami byli Andrzej Gajewski, Grzegorz Krawców i Wojciech Kurpiewski). Na mistrzostwach świata zajmował ponadto miejsca: w 1982 6 m. w konkurencji K-2 10000 m, w 1986 10 m. w konkurencji K-2 10000 m.
Znalazł się w składzie reprezentacji Polski na Igrzyska Olimpijskie w Los Angeles w 1984, jednak nie wystąpił tam z powodu bojkotu zawodów przez władze polskie. Wystartował na zawodach Przyjaźń-84, zajmując z Wojciechem Florczakiem 5. miejsce w konkurencji K-2 1000 m.
Czterokrotnie zdobywał tytuł mistrza Polski: w 1982 w konkurencji K-1 10000 m (w barwach Startu Wieruszów), następnie w barwach Zawiszy -  w 1984 w konkurencji K-2 1000 m (z Wojciechem Florczakiem), w 1989 w konkurencji K-4 1000 i K-4 10000 m.